# Phoebis avellaneda
Phoebis avellaneda es una especie de mariposa, de la familia de las piérides, que fue descrita originalmente con el nombre de Callidryas avellaneda, por Herrich-Schäffer, en 1865, a partir de ejemplares procedentes de Cuba. Fue nombrado en honor de la escritora cubana  Gertrudis Gómez de Avellaneda.

## Distribución
Phoebis avellaneda es endémica de Cuba (región Neotropical).